# Mont Nabebe
Der Mont Nabebe, auch Mont Nabeba oder Mont Nabemba, ist mit einer Höhe von 1020 m der höchste Berg der Republik Kongo.

## Geographische Lage
Der Berg befindet sich im kongolesischen Departement Sangha.

## Bodenschätze
In der Umgebung des Berges befinden sich Eisenerzvorkommen. Sundance Resources, ein australisches Bergbauunternehmen, führt bereits Bohrungen durch, um später am gesamten Berg mit der Förderung zu beginnen. Das Ziel des Unternehmens ist, in Zusammenarbeit mit den kongolesischen Behörden, 2017 das Eisen aus dem Kongo auf den Markt zu bringen und 35 Millionen Tonnen pro Jahr zu produzieren.

## Trivia
Das Hochhaus Tour Nabemba in Brazzaville, der Hauptstadt der Republik, wurde nach dem Berg benannt.